# Nicolae Rainea
Nicolae Rainea (Brăila, 19 de noviembre de 1933 – Galați, 1 de abril de 2015), apodado La Locomotora de los Cárpatos, fue un árbitro y jugador de fútbol rumano.

## Carrera
Nicolae Rainea jugó al fútbol y militó en ligas menores de Rumanía como el Laminorul Brăila, el Metalul Piatra Neamț y el Constructorul Bârlad. Se retiró en 1959 para empezar su carrera como árbitro, haciendo su debut en la Liga I en 1965.
Arbitró tres partidos de la Copa Mundial de Fútbol (1974, 1978, 1982), la Final de la Eurocopa de 1980, la Final de la Copa de Europa de 1983, el partido de vuelta de la Supercopa de Europa 1978 y de la Final de la Copa de la UEFA de 1978.
Rainea fue condecorado por dos presidentes de Rumanía, Ion Iliescu y Traian Băsescu. Fue ciudadano de honor de Galați donde residió hasta su muerte el 1 de abril de 2015 en Galați a los 81 años.
El  Estadio Nicolae Rainea en Galați está nombrado en su honor.